# Сукромля (река)
Сукромля — река в Тверской, Московской и Смоленской областях России.
Берёт начало из болота Крупино на стыке Московской, Тверской и Смоленской областей. Протекает по территории городского округа Шаховская, Гагаринского и Зубцовского районов. Впадает в реку Дёржу в 58 км от её устья по левому берегу. Длина реки составляет 17 км, площадь водосборного бассейна — 74,1 км². Населённых пунктов на реке нет.
Левый приток — Липица, правый — Кузнечиха.
По данным Государственного водного реестра России, относится к Верхневолжскому бассейновому округу. Речной бассейн — (Верхняя) Волга до Куйбышевского водохранилища (без бассейна Оки), речной подбассейн — бассейны притоков (Верхней) Волги до Рыбинского водохранилища, водохозяйственный участок — Волга от города Зубцова до города Твери, без реки Тверцы.